# Xysticus doriai
Xysticus doriai är en spindelart som först beskrevs av Raymond Comte de Dalmas 1922.  Xysticus doriai ingår i släktet Xysticus och familjen krabbspindlar.
Artens utbredningsområde är Italien. Inga underarter finns listade i Catalogue of Life.